# Lycodon futsingensis
Lycodon futsingensis là một loài rắn trong họ Rắn nước. Loài này được Pope mô tả khoa học đầu tiên năm 1928.